# Jett Williams
Jett Williams (Montgomery, 6 januari 1953) is een Amerikaans singer-songwriter. Op haar eenentwintigste ontdekte ze dat ze een postume dochter is van de countryster Hank Williams sr., een afkomst die pas na een lang juridisch proces werd erkend.

## Biografie
Williams werd als Antha Belle Jett geboren in Montgomery, Alabama, als dochter van Bobbie Jett en de vijf dagen ervoor overleden countryster Hank Williams. Haar moeder stond haar ter adoptie af aan Lillybelle (Lilly) Stone, de moeder van Williams. Ze kwam dus in feite onder de hoede van haar grootmoeder die haar naam wijzigde in Catherine Yvonne Stone. De oudere vrouw kon haar opvoeding niet voltooien omdat ze niet lang daarna overleed, in 1955. Vervolgens trok de staat Alabama de voogdijschap naar zich toe en gaf haar ter adoptie aan Wayne en Louise Deupree die haar verder opvoedden en haar de naam Cathy Louise Deupree meegaven. In 1975 studeerde ze af aan de Universiteit van Alabama en begon ze haar werkzame leven als recreationeel therapeut.
Een jaar eerder, op haar verjaardag in 1974, begon het haar te dagen dat ze misschien een dochter van Hank Williams was, omdat haar grootmoeder haar voor haar eenentwintigste een kleine erfenis had nagelaten. Tevens dook er een akte op die Williams met haar biologische moeder voor haar geboorte had getekend en waarin hij zijn vaderschap erkende. Het duurde echter nog wel van 1984 tot 1992 tot ze haar rechten ook juridisch had zekergesteld, waarbij de uitspraak van het hoger gerechtshof van Alabama van 1989 bepalend werd in haar erkenning als dochter.
In 1986 trouwde ze met Keith Adkinson, een advocaat die haar had geholpen haar familieachtergrond te achterhalen, en betrok met hem een boerderij in Tennessee. In 1990 publiceerde ze haar autobiografie, Ain't nothing as sweet as my baby: The story of Hank Williams' lost daughter.
Op 4 juni 1989 maakte ze haar debuut als zangeres en in augustus van dat jaar sloten ook gitarist Don Helms en fiddler Jerry Rivers zich bij haar aan, twee oud-leden van de Drifting Cowboys die zowel haar vader als diens ex-vrouw Audrey hebben begeleid. Ook tijdens de tournees die ze sindsdien heeft gehouden, wordt ze meestal begeleid door de Drifting Cowboys.
Ze bracht onder meer in 1993 het album That reminds me of Hank uit, met de gelijknamige titelsong, en in 2008 het album Honk. Op oudjaarsdag 1993 debuteerde ze met een gastoptreden in de countrytempel Grand Ole Opry op The Nashville Network (TNN), op de vooravond van de veertigste overlijdensdag van haar vader.
Sinds 1998 is het Jett Williams Country Music Festival in Lafayette, Tennessee, naar haar vernoemd. Vanwege het vele werk dat ze voor liefdadigheidsorganisaties in Macon County heeft verzet, riepen de leden van het huis van afgevaardigden van Tennessee 18 mei 2000 uit tot Jett Williams Appreciation Day.
In 2003 werd ze opgenomen in America's Old Time Country Music Hall of Fame.